# Resolução 301 do Conselho de Segurança das Nações Unidas
Resolução 301 do Conselho de Segurança das Nações Unidas, aprovada em 20 de outubro de 1971, após reafirmar resoluções anteriores sobre o assunto, o Conselho de Segurança condenou os bantustões, que eles descreveram como movimentos destinados a destruir a unidade e a integridade territorial, juntamente com a presença ilegal contínua da África do Sul na Namíbia, então conhecida como Sudoeste Africano.
O Conselho terminou apelando a todos os estados para apoiarem os direitos do povo da Namíbia, implementando integralmente as disposições destas resoluções e solicitou ao Secretário-Geral que apresentasse relatórios periódicos sobre a implementação da resolução.
A resolução foi aprovada por 13 votos a favor, com a abstenção da França e do Reino Unido.
Esta foi a última resolução aprovada antes da expulsão da República da China (com sede em Taiwan) das Nações Unidas, quando a República Popular da China a substituiu.